# St. Peter (Preischeid)

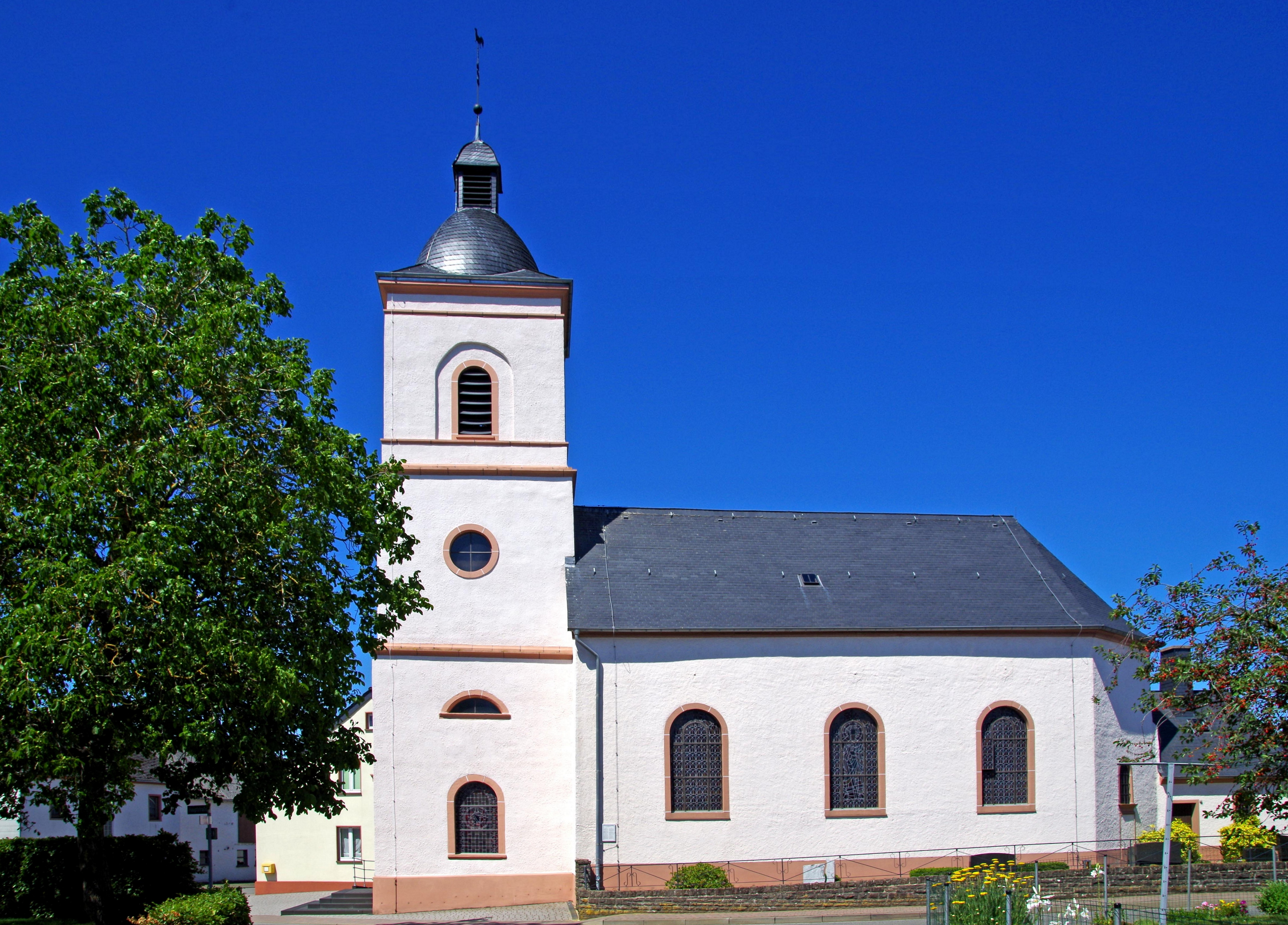
St. Peter (Preischeid)

Die Kirche St. Peter ist die römisch-katholische Pfarrkirche von Preischeid im Eifelkreis Bitburg-Prüm in Rheinland-Pfalz. Die Pfarrei St. Peter gehört in der Pfarreiengemeinschaft Arzfeld zum Dekanat St. Willibrord Westeifel im Bistum Trier.

## Geschichte
Die Kirche St. Peter in Preischeid wurde 1784 als Filialkirche von St. Matthäus (Daleiden) errichtet. Sie wurde 1808 Pfarrkirche. 1821 kam die Pfarrei in das Bistum Trier. Der einschiffigen Barockkirche wurde 1840 ein neuer Turm mit Kuppeldach angefügt. Nach Beschädigung im Zweiten Weltkrieg wurde der Turm 1956 neu errichtet.

## Ausstattung

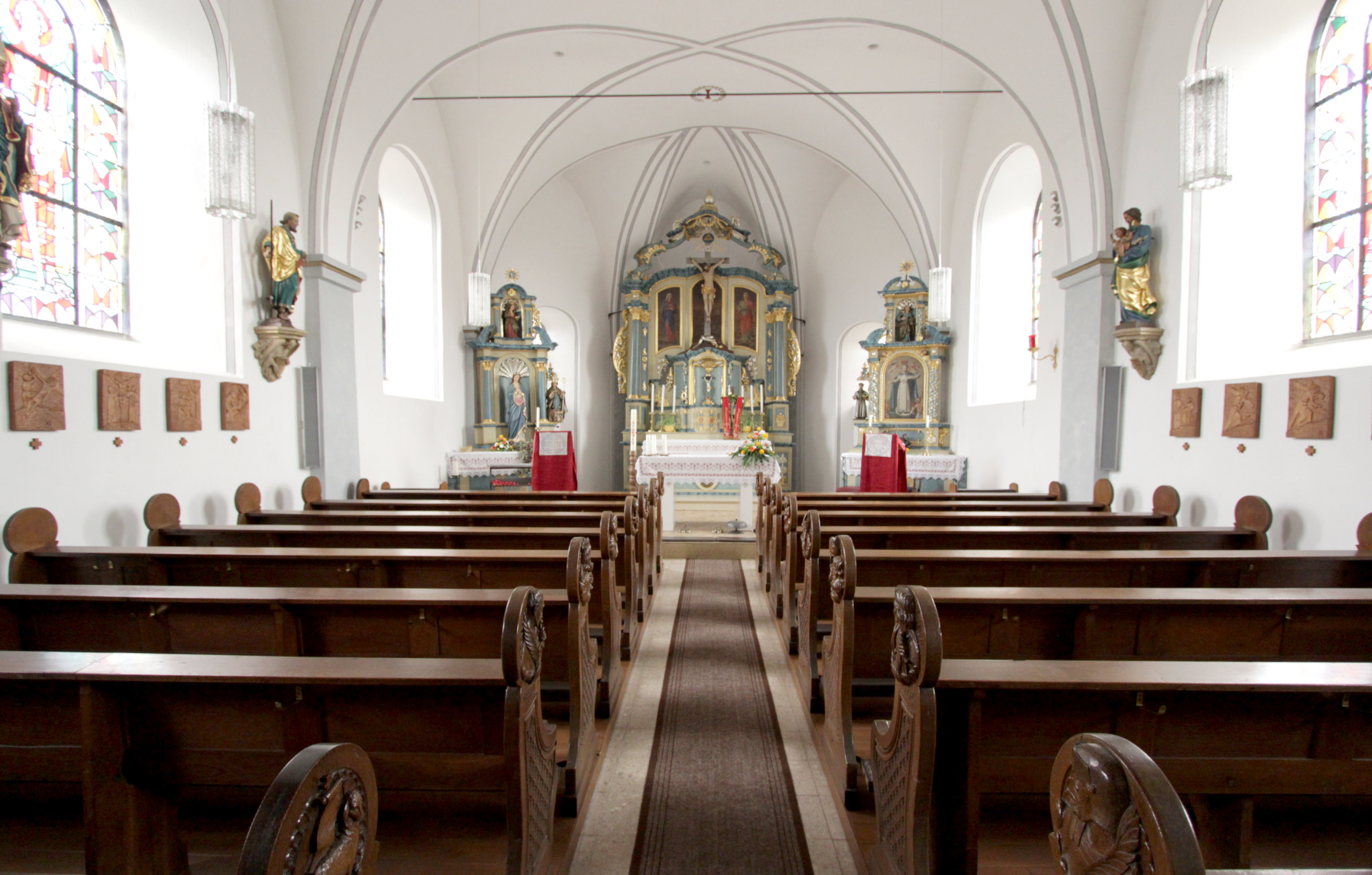
St. Peter (Preischeid)

Die Kirche verfügt über Figuren des Patrons und der heiligen Apollinaris, Albinus, Valentin und Agatha. Bemerkenswert ist das Gemälde „Maria vom Loskauf der Gefangenen“, auf dem die bekrönte Gottesmutter das Ordensgewand der Trinitarier trägt.

## Pfarrer ab 1808 (unvollständig)
- 1808–?: Dominik Heiles
- 1818–1852: Christian Michels
- 1868–1872: Stefan Weis
- 1872–1890: Matthias Hennen
- 1914–1918: Josef Liemersdorf
- 1948–?: verwaltet von Dahnen, Dasburg und Daleiden